# Пирант
Пирант (другое написание Пейрас, др.-греч. Πείρας) — в древнегреческой мифологии царь Аргоса. Сын Аргоса и Евадны. Унес из Аргоса в Тиринф изображение Геры из дикого грушевого дерева, когда аргивяне разрушили Тиринф, они вернули его в Герейон. Жена Каллироя, дети Аргус, Аресторид и Триоп.